# Rastaholm

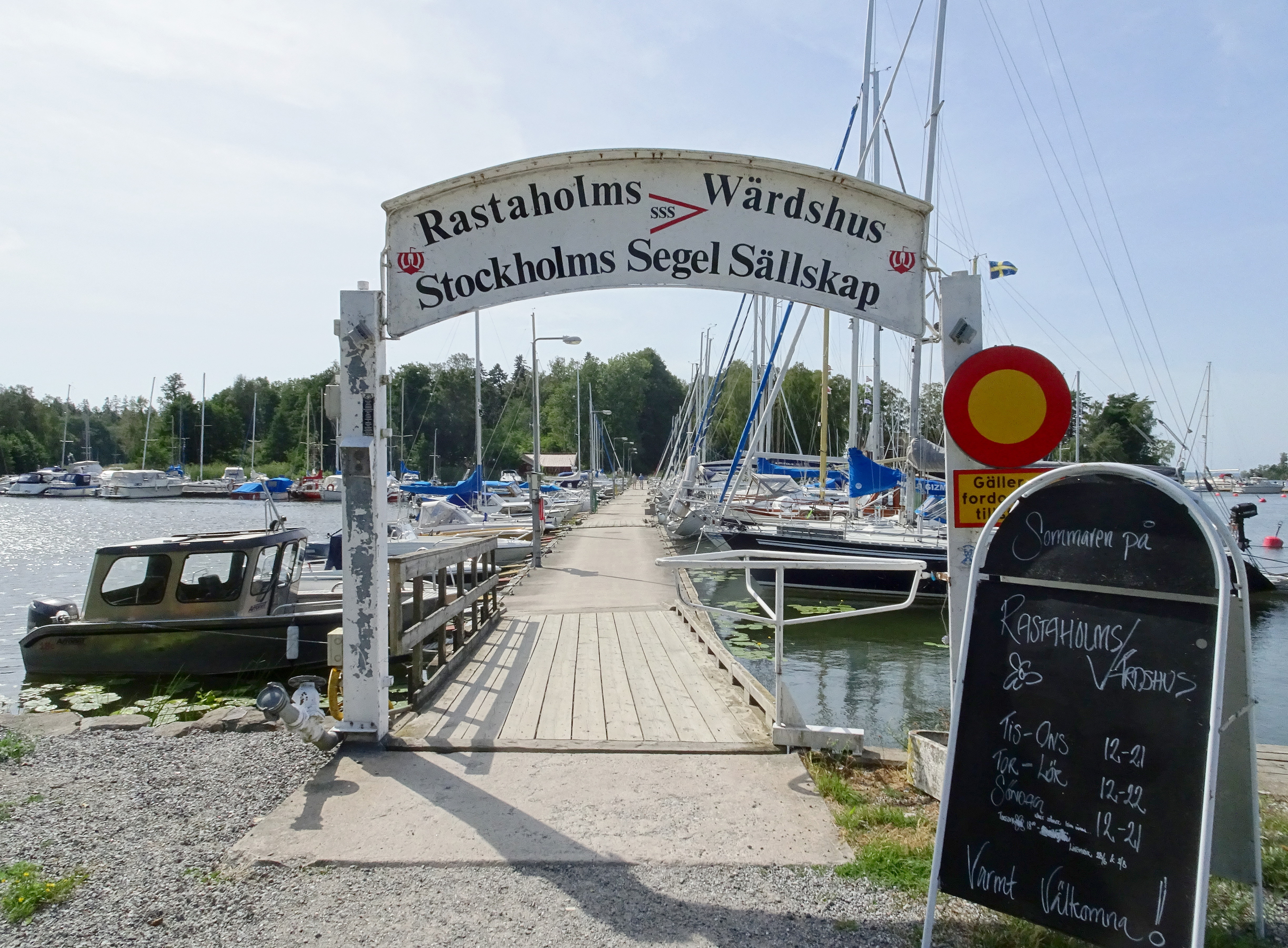
Rastaholm och hamn, vy från fastlandet.

Rastaholm är en mindre ö i Björkfjärden i Mälaren utanför sydvästra Ekerön i Ekerö kommun, Stockholms län. Här finns en småbåtshamn och ett värdshus.

## Beskrivning
Rastaholm har sitt namn efter den närbelägna herrgården Rastaborg vars namn är känt sedan medeltiden. År 1932 invigdes ett klubbhus för Stockholms Segelsällskap (SSS) ritat av John Åkerlund.
SSS hade fått hela ön i gåva av grosshandlaren Birger Gustafsson (som var ordförande i SSS) och direktören Ingvar Rosenlund (som var verkställande direktör i byggvaruföretaget Olsson & Rosenlunds AB). Rastaholms hamn är en väl skyddad naturhamn med plats för omkring 250 båtar (medlemsbåtar). Därutöver finns en gästhamn med plats för minst 50 båtar . För vinterförvaring finns plats för cirka 400 båtar.
Klubbhuset kallar sig numera ”Rastaholms Värdshus” som drivs sedan 1998 i form av ett aktiebolag med två anställda. I anslutning till Rastaholms Värdshus ligger ett vandrarhem med 56 sängplatser. Runt ön leder en belyst motionsslinga.
På Rastaholm finns även dusch och toaletter samt möjlighet att tömma båtens toa tank

## Bilder

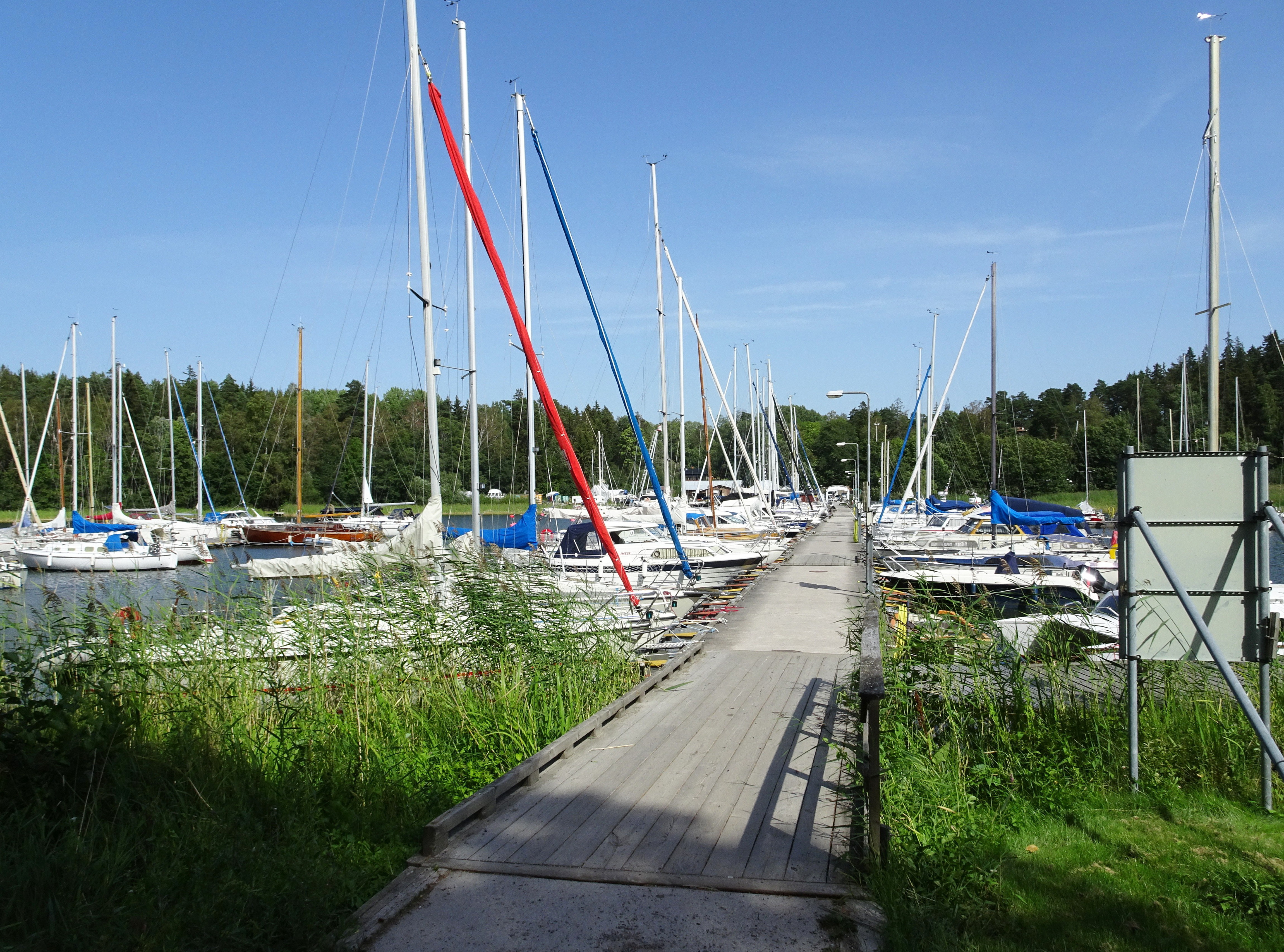
Småbåtshamnen, vy mot fastlandet
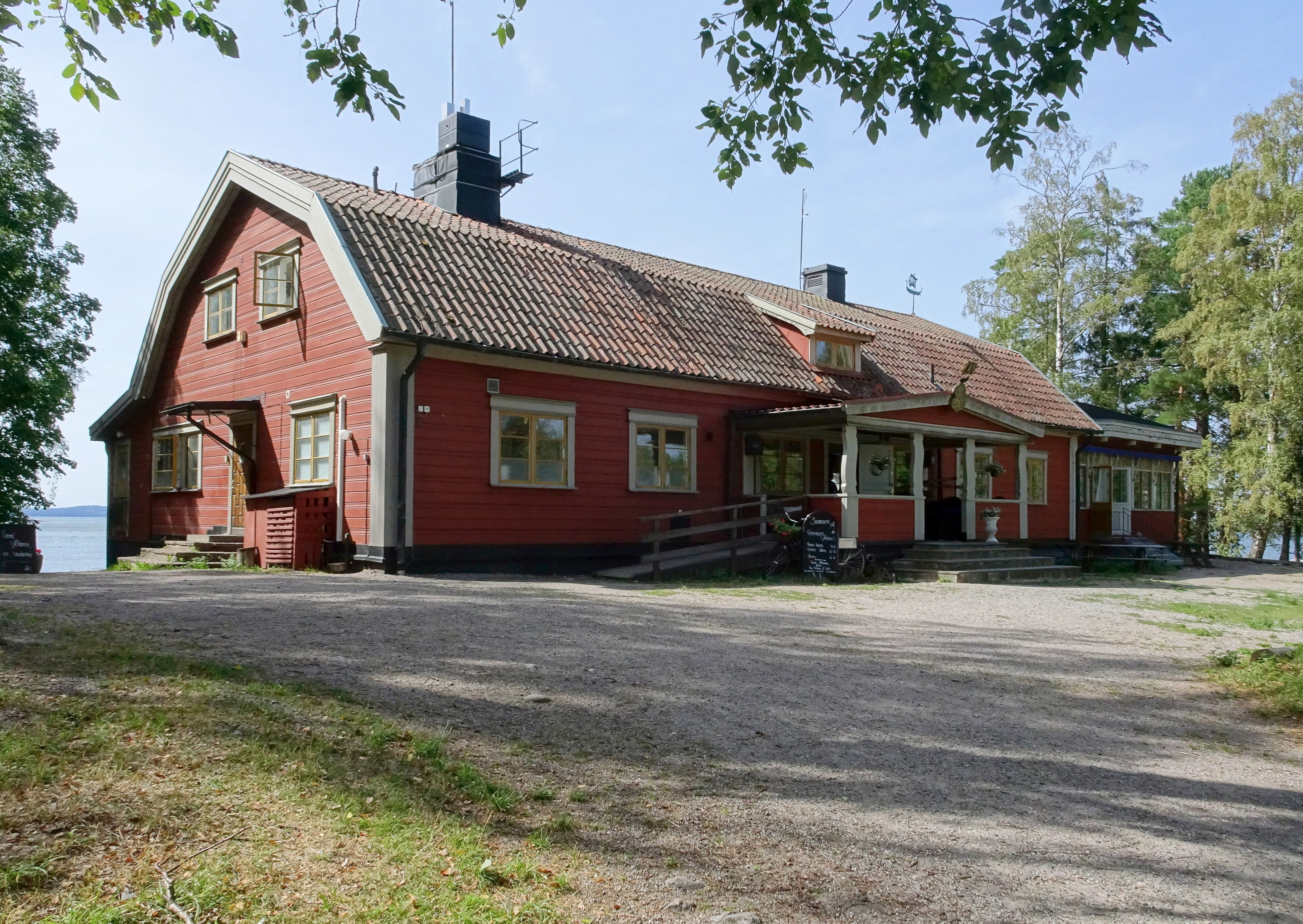
Rastaholms värdshus
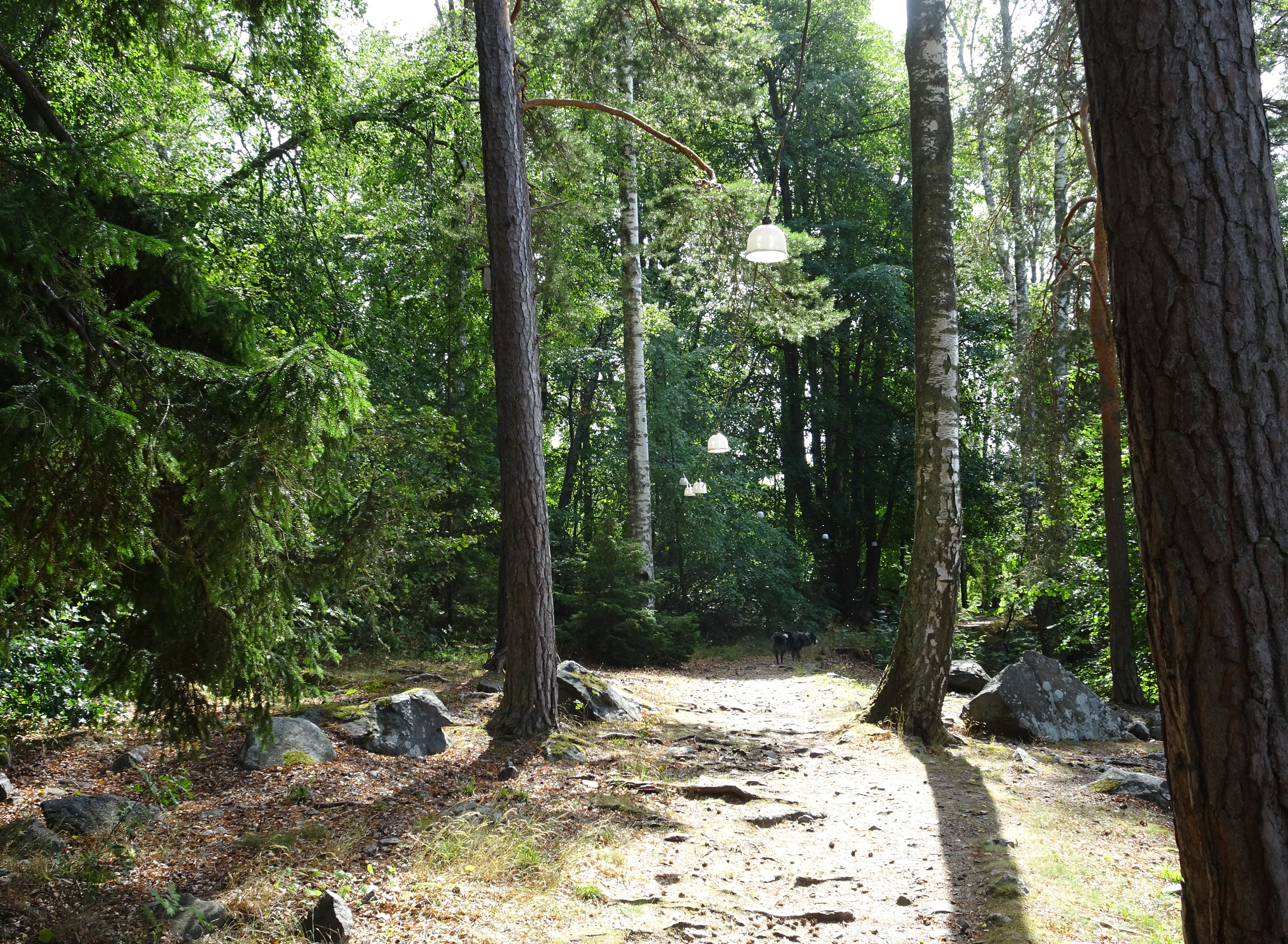
Motionsslinga
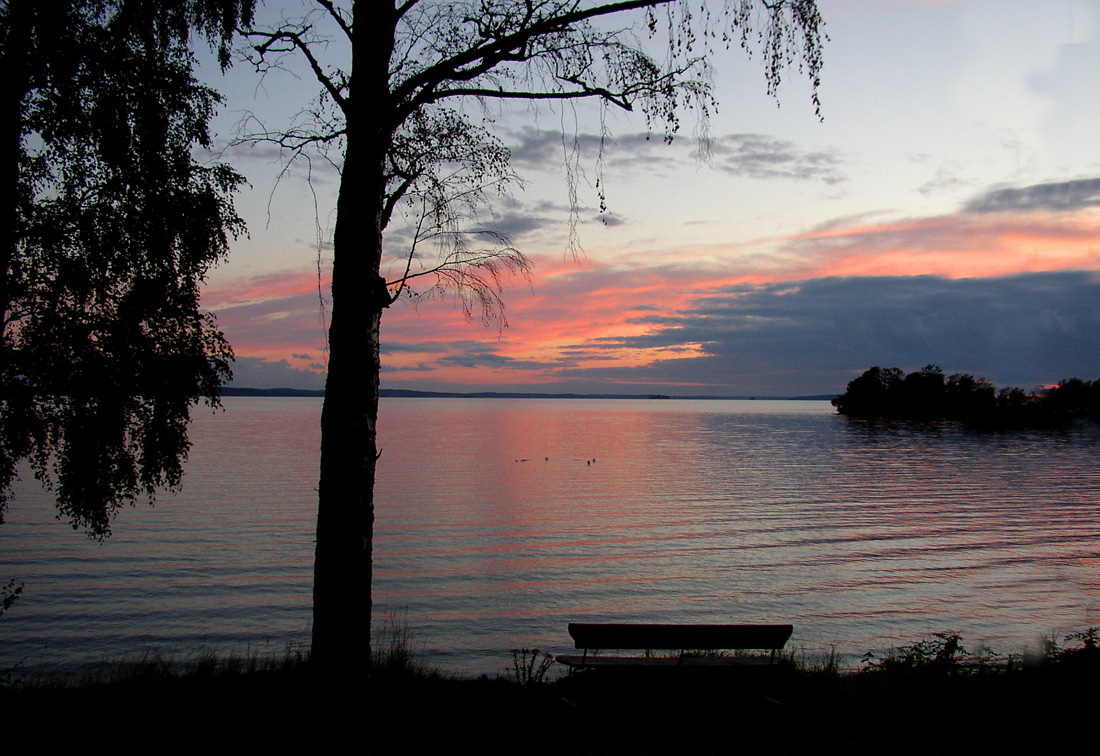
Vy från Rastaholm över Björkfjärden